# Eduardo Alessandri
Eduardo Alessandri Rodríguez (San Bernardo, 23 de enero de 1903-Santiago, 22 de julio de 1973) fue un abogado y político liberal chileno.

## Primeros años de vida
Fue hijo de Arturo Alessandri Palma y Rosa Ester Rodríguez Velasco. Estudió en el Instituto Nacional y luego ingresó a la Facultad de Derecho de la Universidad de Chile, donde se tituló de abogado el 22 de noviembre de 1926, con una tesis titulada "La Mora". 

### Matrimonios e hijos
Contrajo matrimonio con María Angélica Valdés Aldunate y en segundas nupcias con Florencia Baraona Hausser. Tuvo dos hijos.

## Actividad Profesional
Mientras estudiaba, fue nombrado secretario de la Embajada que visitó Brasil para representar a Chile en el Centenario de su independencia (1922).
Ejerció su profesión en Santiago. Se dedicó además a la explotación agrícola en su fundo "Los Castaños" de Curicó que ahora es de Patricio González Gómez.

## Vida política
Ingresó al Partido Liberal, fue elegido Diputado por la 3.ª agrupación departamental de Chañaral, Freirina, Copiapó y Huasco (1937-1941), integrando la comisión permanente de Industrias.
Reelecto Diputado por la 13.ª agrupación departamental, de Cauquenes, Constitución, Chanco (1941-1945). Participó de la comisión permanente de Hacienda.
Nuevamente Diputado por la misma agrupación departamental (1945-1949), formó parte de la comisión permanente de Defensa Nacional.
Electo Senador por la 6.ª agrupación provincial de Curicó, Talca, Maule y Linares (1949-1957). Integró la comisión de Minería y Fomento Industrial, además de la comisión de Presupuesto.
Ingresó luego al Partido Nacional (1966), del cual fue militante fundador.

## Otras actividades
Fue Director Gerente de la Compañía Azufrera Nacional, Director de Mademsa y Madeco, además de ser Consejero del Banco del Estado. Explotó las azufreras de Tacora y fue socio del Club de La Unión.

## Defunción
Tras una larga enfermedad, falleció en Santiago, el 22 de julio de 1973. A sus funerales, concurrió el entonces Presidente de la República Salvador Allende y diversas personalidades. Esta sepultado en la bóveda familiar en el Cementerio General de Santiago.